# 纳拉亚纳·穆尔蒂
納加瓦拉·拉馬勞·納拉亞納·穆爾蒂 CBE LH（1946年8月20日—）是一名印度企業家、億萬富豪。他是印孚瑟斯的創始人，在退休並獲得名譽董事長稱號之前，曾擔任公司的董事長、執行長、總裁和首席顧問。截至2022年10月，他的淨資產估計為45億美元。根據富比世的數據，他是2022年世界上第654位最富有的人。穆爾蒂是前任英國首相的岳父。

## 生平
穆爾蒂在卡納塔克邦西德拉加特塔出生和成長。他於邁索爾大學國家工程學院電機工程學士學位，並於坎普爾印度理工學院獲得碩士學位。
穆爾蒂曾在印度管理研究所亞美達巴德分校擔任首席工程師，並在馬哈拉施特拉邦浦那的Patni計算機系統公司工作。他於1981年創辦印孚瑟斯，並在1981年至2002年期間擔任執行長，以及在2002年至2011年期間擔任董事長。2011年，他從董事會卸任，成為名譽董事長。2013年6月，穆爾蒂被任命為執行主席，任期五年。
穆爾蒂被《財星》雜誌列為現代最偉大的12位企業家之一。由於對印度外包的貢獻，他被《時代》雜誌和CNBC稱為「印度IT業之父」。2005年，他聯合主持在瑞士達沃斯舉行的世界經濟論壇。穆爾蒂曾被授予蓮花士勳章及蓮花賜勳章。

## 延伸閱讀
- N, Chokkan. . Chennai: Oxygen Books. 2007.
- Mitra, Meera. . New Delhi: Oxford University Press. 2007.

## 外部連結
- 维基共享资源上的相關多媒體資源：纳拉亚纳·穆尔蒂
- Profile （页面存档备份，存于） at Infosys